# الفريد تيتيه
الفريد تيتيه (بالإنجليزية: Alfred Tetteh)‏ (مواليد 1 أغسطس 1975) هو ملاكم غاني، مثّل بلاده في الألعاب الأولمبية الصيفية 1996.

## روابط خارجية
الفريد تيتيه على موقع بوكس ريك (الإنجليزية) (registration required)
- الفريد تيتيه على موقع أوليمبيديا (الإنجليزية)